# Zbytiny
Zbytiny (en allemand : Oberhaid) est une commune du district de Prachatice, dans la région de Bohême-du-Sud, en République tchèque. Sa population s'élevait à 354 habitants en 2023.

## Géographie
Zbytiny se trouve à 8 km au sud de Prachatice, à 37 km à l'ouest-sud-ouest de České Budějovice et à 131 km au sud-sud-ouest de Prague.
La commune est limitée par Záblatí et Prachatice au nord, par Chroboly à l'est, par Křišťanov et le terrain militaire de Boletice au sud, et par Volary à l'ouest.

## Histoire
La première mention écrite de la localité date de 1388.

## Administration
La commune se compose de six sections :
- Blažejovice
- Koryto
- Skříněřov
- Spálenec
- Sviňovice
- Zbytiny

## Galerie

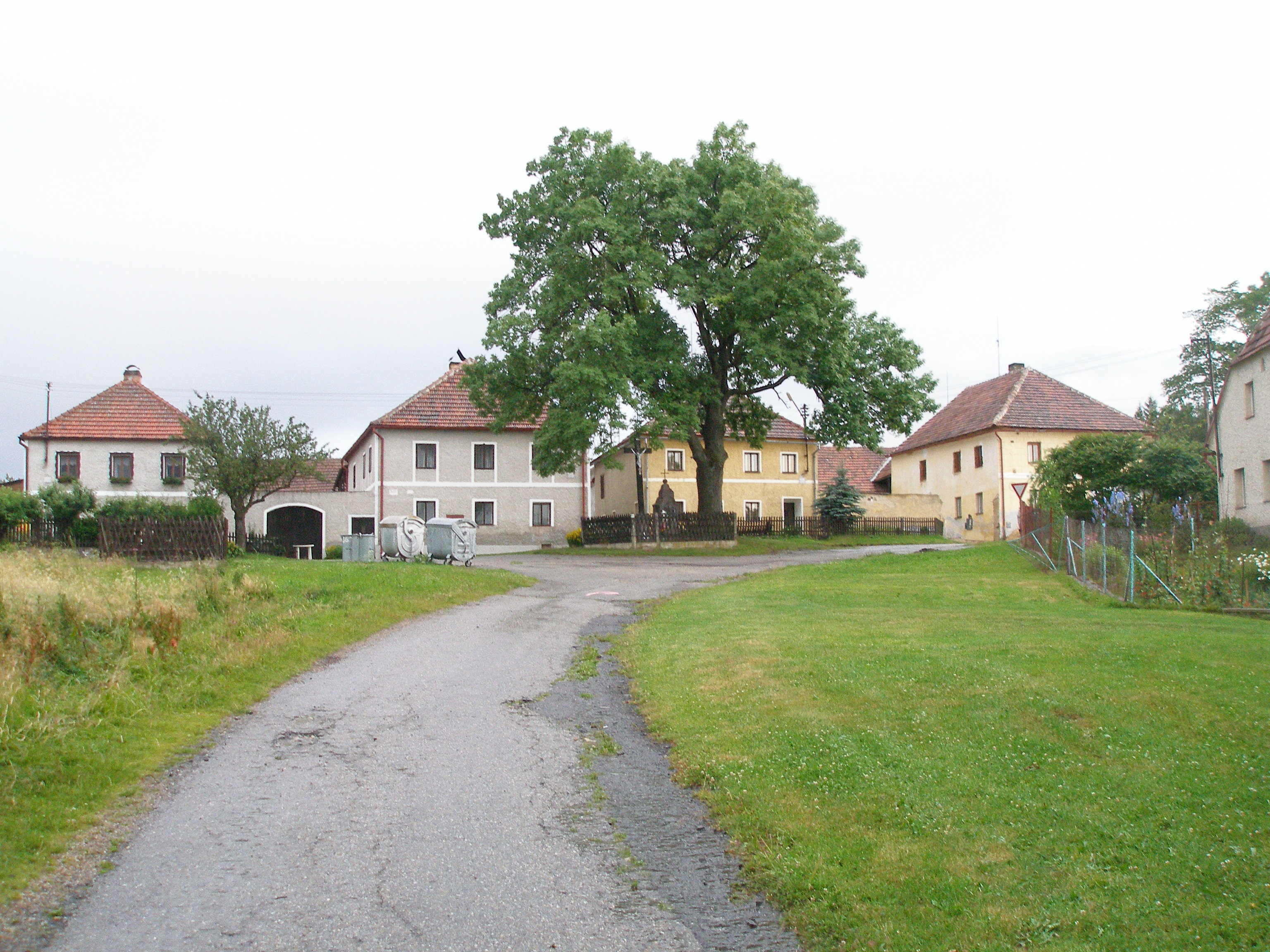
Koryto.
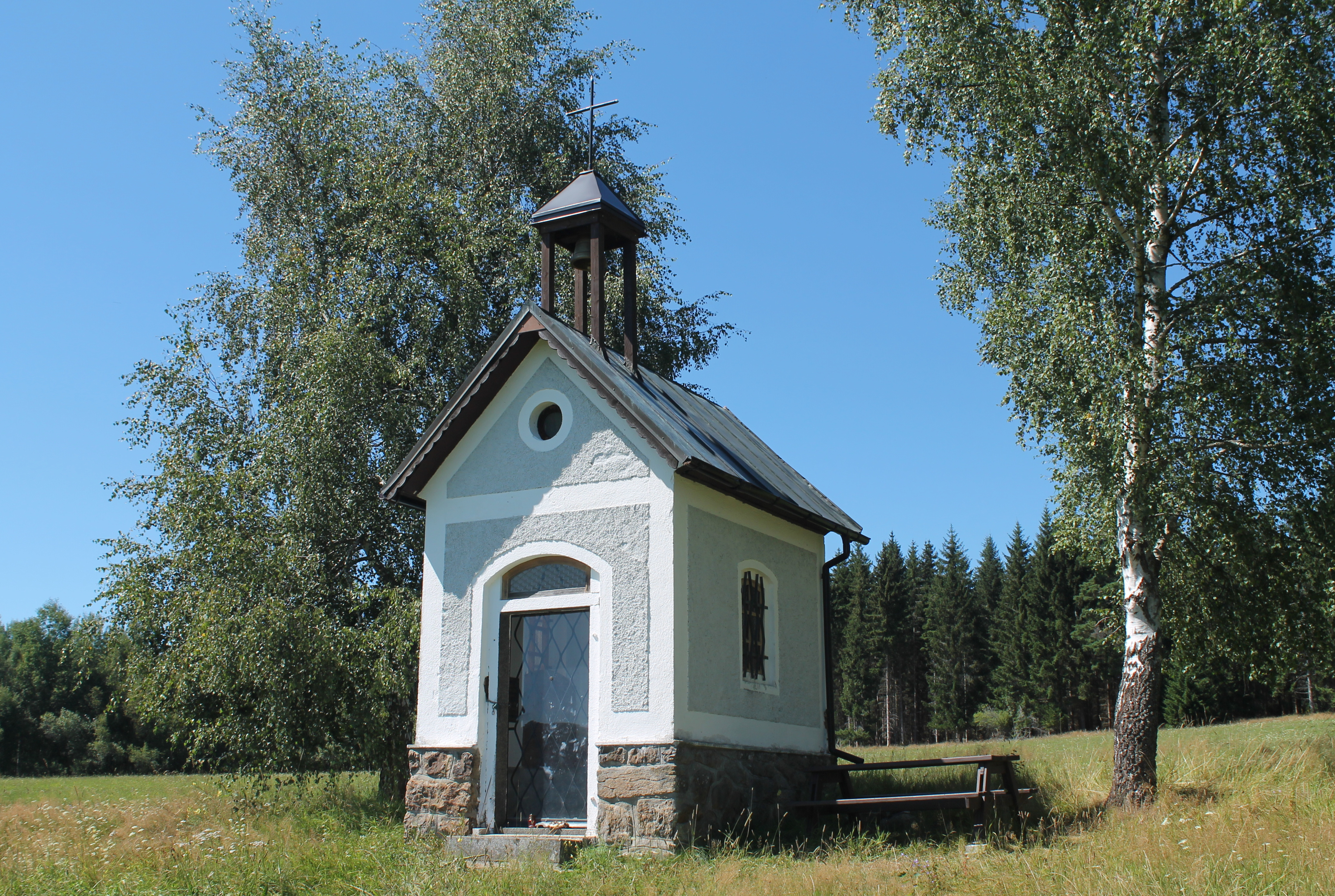
Chapelle à Spálenec.

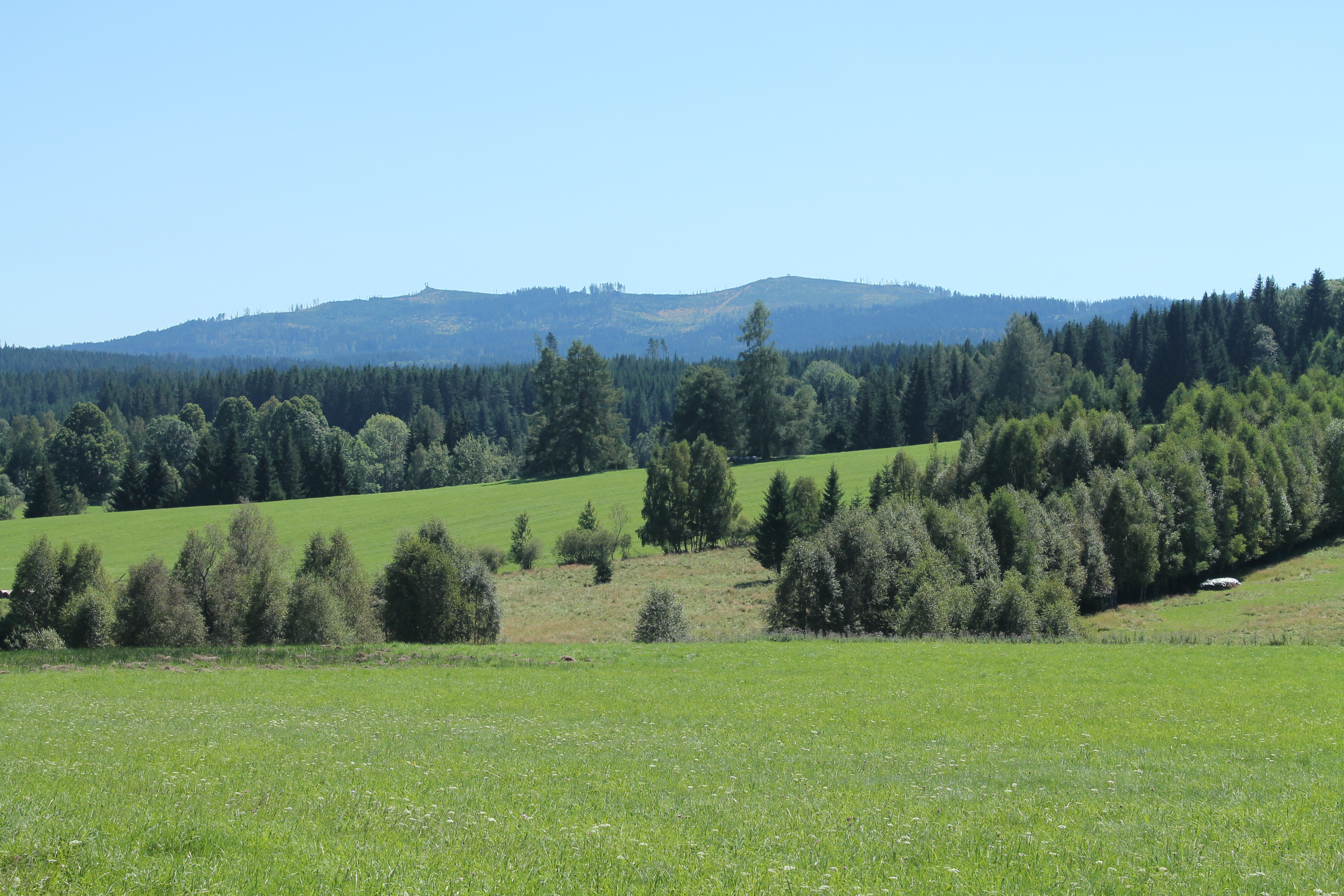
Environs de Zbytiny.
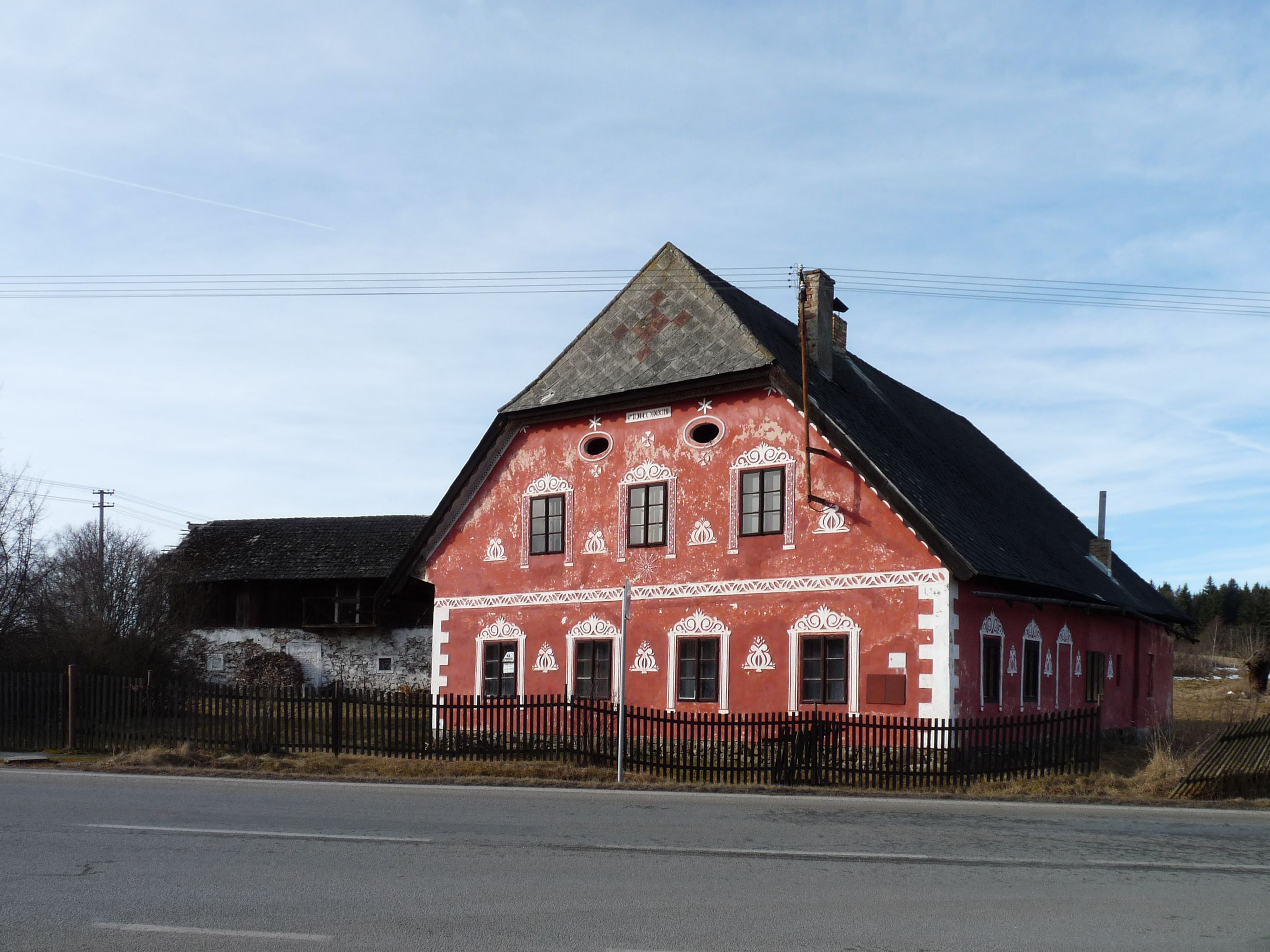
Maison du village de Blažejovice.

## Transports
Par la route, Zbytiny se trouve à 14 km de Prachatice, à 47 km de Ceské Budejovice et à 162 km de Prague.